# Neman Grodno
Neman Grodno (Wit-Russisch: ФК Нёман Гродна, Russisch: ФК Неман Гродно, FK Neman Grodno) is een Wit-Russische voetbalclub uit de stad Hrodna. Hoewel de Wit-Russische naam Njoman Hrodna is gebruikt de club in het logo nog steeds de Russische naam Neman Grodno.

## Geschiedenis
De club werd opgericht als Neman Grodno en nam in 1972 de naam Chimik Grodno aan. Onder die naam werd de club medeoprichter van de hoogste klasse van Wit-Rusland in 1992 nadat het land onafhankelijk was geworden. In het eerste seizoen werd de 5de plaats behaald. Na dit seizoen werd terug de oorspronkelijke naam aangenomen. Dat seizoen werd Neman vierde en haalde ook de beker binnen waardoor de club Europees mocht spelen.
Na enkele seizoenen in de middenmoot eindigde de club in 2000 opnieuw op de vierde plaats, intussen had de club de naam Neman-Belkard Grodno aangenomen. Na een nieuwe vierde plaats in 2001 werd Neman vicekampioen in 2002. Hierdoor mocht de club opnieuw Europees spelen en verraste voormalig Europacup I winnaar Steaua Boekarest door twee keer gelijk te spelen, de Roemeense topclub trok echter aan het langste eind vanwege de uitdoelpunten. Na twee zevende plaatsen ontsnapte Neman in 2005 maar net aan de degradatie.

## Erelijst
- Beker van Wit-Rusland
  - Winnaar: 1993

## In Europa
#Q = #kwalificatieronde, #R = #ronde, T/U = Thuis/Uit, W = Wedstrijd, PUC = punten UEFA coëfficiënten .
Uitslagen vanuit gezichtspunt Neman Grodno
| Seizoen | Competitie        | Ronde | Land                   | Club             | Totaalscore  | 1e W    | 2e W         | PUC |
| ------- | ----------------- | ----- | ---------------------- | ---------------- | ------------ | ------- | ------------ | --- |
| 1993/94 | Europacup II      | Q     | Vlag van Zwitserland   | FC Lugano        | 2-6          | 0-5 (U) | 2-1 (T)      | 2.0 |
| 2003/04 | UEFA Cup          | Q     | Vlag van Roemenië      | Steaua Boekarest | 1-1 u        | 1-1 (T) | 0-0 (U)      | 1.0 |
| 2005    | Intertoto Cup     | 1R    | Vlag van Tsjechië      | FC Tescoma Zlín  | 0-1          | 0-1 (T) | 0-0 (U)      | 0.0 |
| 2014/15 | Europa League     | 2Q    | Vlag van IJsland       | FH Hafnarfjörður | 1-3          | 1-1 (T) | 0-2 (U)      | 0.5 |
| 2023/24 | Conference League | 1Q    | Vlag van Liechtenstein | FC Vaduz         | 3-2          | 2-1 (U) | 1-1 (T)      | 3.0 |
|         |                   | 2Q    | Vlag van Malta         | Balzan FC        | 2-0          | 2-0 (T) | 0-0 (U)      | 3.0 |
|         |                   | 3Q    | Vlag van Slovenië      | NK Celje         | 1-5          | 0-1 (U) | 1-4 (T)      | 3.0 |
| 2024/25 | Conference League | 2Q    | Vlag van Roemenië      | CFR Cluj         | 0-5          | 0-0 (U) | 0-5 (T)      | 0.5 |
| 2025/26 | Conference League | 1Q    | Vlag van Armenië       | FC Urartu        | 6-1          | 2-1 (U) | 4-0 (T)      | 4.5 |
|         |                   | 2Q    | Vlag van Slowakije     | FC Košice (2018) | 4-3          | 3-2 (U) | 1-1 (T)      | 4.5 |
|         |                   | 3Q    | Vlag van Faeröer       | KÍ Klaksvík      | 2-2 (5-4 ns) | 0-2 (U) | 2-0 (nv) (T) | 4.5 |
|         |                   | PO    | Vlag van Spanje        | Rayo Vallecano   | -            | (T)     | (U)          | 4.5 |

Totaal aantal punten voor UEFA coëfficiënten: 11.5
Zie ook
- Deelnemers UEFA-toernooien Wit-Rusland
- Ranglijst van alle clubs die in de diverse Europa Cups zijn uitgekomen